# Max Schewe
Max Schewe (* 6. April 1896 in Duisburg; † 19. Juli 1951 ebenda) war deutscher Maler, Zeichner und Graphiker.

## Leben
Max Schewe wurde am 6. April 1896 in Duisburg als Sohn des Rektors Konrad Schewe geboren. Aufgewachsen in einer Lehrerfamilie, setzte er diese Tradition fort und studierte Kunst und Kunstgeschichte an der Kunstakademie Düsseldorf. Hauptberuflich war er bis zu seinem Tode am 19. Juli 1951 als Oberstudienrat tätig.
Seine Ehefrau Gerda stammte ebenfalls aus Duisburg. Das erste Kind starb bei der Geburt. Daraufhin unternahm Max Schewe Anfang der Zwanziger Jahre eine ausgedehnte Reise mit seiner Gattin durch Italien. Alle seine Werke aus dieser Zeit sind nicht mehr im Familienbesitz. 1926 wurde Tochter Hannelore in Duisburg geboren.
Die künstlerischen Schwerpunkte von Max Schewe lagen bis 1941 in der Landschaftsmalerei und der realistischen Darstellung von Industrieanlagen, wie z. B. Hochöfen oder Industriekomplexe der Zeit. Er hat auch sehr detailgetreue Bilder des damaligen Duisburg und der Lebensumstände seiner Bewohner malerisch festgehalten.
1941 wurde seine Wohnung in Duisburg durch Bombenangriffe zerstört. Er siedelte über nach Reppen bei Frankfurt (Oder). 1942 zog er mit seiner Familien nach Quedlinburg in Sachsen-Anhalt und etablierte sich dort als Maler, Zeichner und Grafiker. Er kaufte im benachbarten Ditfurt eine Hofreite und baute die Scheune in ein Atelier um. Aus seiner Quedlinburger Zeit konnte die Familie einige Bilder retten und hat sie heute in ihrem Besitz. Diese Bilder – Ölgemälde, Tempera und auch Lithographien – sind Landschaftsbilder vom Harz von Rügen und Hiddensee. Auch Bilder der Stadt Quedlinburg befinden sich in diesem Nachlass.
1950 wechselte Max Schewe wieder in den Westen nach Dithmarschen in Schleswig-Holstein. Seine Frau und Tochter folgten 1951 ohne jeglichen Besitz. Dieser wurde von der damaligen „Zonenregierung“ einbehalten. Nach seinem Tode 1951 gingen Frau und Tochter zurück nach Duisburg.
Der Nachlass von Max Schewe wird heute von seiner Enkelin verwaltet.

## Werke

Arbeitersiedlung mit Hüttenwerk Duisburg (Öl auf Leinwand, 60 × 50 cm)

Max Schewe war Teilnehmer der Großen Kunstausstellung in Düsseldorf in der Abt. II u. III für zeitgenössische Kunst im Jahre 1925. Im gleichen Jahr stellte er im Museums-Verein, Duisburg, Tonhallenstraße im Rahmen der Ausstellung Duisburger Künstler folgende Werke aus:
- Rhein bei Duisburg
- Königstraße Duisburg
- Friedrich-Wilhelm-Platz Duisburg
- 1000-Jahresfeier Duisburg
- Niederrheinische Landschaft
- Niederrheinische Bauernhäuser
- Torbole-Gardasee
- Ledrosee
- Vesuv von Posilipo
- Am Cap von Sorrent

1926 präsentierte er gemeinsam mit Ernst Keller einige Arbeiten in der Duisburger Koje des Museums-Vereins in der Tonhallenstraße. Zu Beginn des Jahres 1927 waren von ihm eine große Auswahl Gemälde im Duisburger Museums-Verein ausgestellt. Im Jahre 1928 nahm er an der Ausstellung im Museum Folkwang Kunst und Technik in der Sparte „Darstellungen der Gegenwart – Gemälde“ teil. Hier stellte Schewe neben Hans Baluschek, Otto Bollhagen, Max Ernst, Conrad Felixmüller, Richard Geßner, Karl Hofer, Hermann Kupferschmid, Max Liebermann, Constantin Meunier, László Moholy-Nagy, Emil Nolde, Otto Pankok, Max Pechstein, Leonhard Sandrock seine Werke aus:
- Eisenbahnbassin, 1928
- Kupferhütte Duisburg im Umbau I, 1923
- Grobblechwalzwerk, 1928
- Räderschmiede, 1928
- Duisburger Ruhr- und Hafenmündung, 1924

Ein weiteres Werk, das 1924 entstand, ist Arbeitersiedlung mit Hüttenwerk Duisburg und zeigt eine zeittypische Arbeitersiedlung in Duisburg mit Gemüsegärten und Stallungen für die Kleinviehhaltung. Die Straße ist nicht gepflastert, im Hintergrund sind Teilbereiche des dominierenden Hüttenwerkes zu sehen.
In dem Sonderheft der Hellwegbücher Bilder aus der Geschichte der Stadt Duisburg und Ihrer Umgebung (1925) beteiligte sich Max Schewe mit den Zeichnung Vulkan, Blick vom Innenhafen, Die Rheinbrücke bei Homberg und dem Blick auf den Hafen am Schwanentor.

## Museen und Sammlungen
In dem Kultur- und Stadthistorischen Museum der Stadt Duisburg befindet sich eine Arbeit ohne Titel (Aussicht auf den Duisburger Innenhafen und Blick auf die Altstadt), Öl auf Leinwand, Düsseldorf 1936. In der Sammlung Werner Bibl – Förderung der Kunst im öffentlichen Raum Gelsenkirchen-Buer befindet sich die im Artikel abgebildete Arbeit.

## Trivia
Ein Ölgemälde aus der Zeit der Italien-Reise von 1925 mit Namen St. Tomaso wurde in der Sendung ‚Bares für Rares‘ vom 21. Juli 2024 für 1000 € versteigert.